# Qualité de l'air au travail
Cet article concerne la qualité de l'air dans le milieu professionnel. Plusieurs enjeux majeurs sont d'une part la santé du personnel et du public accueilli dans les lieux, s'il y en a, et d'autre part la qualité de vie des employés et leur productivité, et les économies induites par une diminution de l'absentéisme, les hospitalisations, visites médicales et arrêts de travail qui ont un coût pour l'entreprise, mais aussi pour la société entière ; améliorer la qualité de l'air extérieur et intérieur est source de bénéfices monétaires considérables.

## Lien entre productivité et performance et qualité de l'air
Plusieurs études ont montré qu'un air pur améliorait la capacité du cerveau et de l'organisme, dont au travail, avec par exemple :
- l’étude de Allen JC et al. (2016) concernant des employés du secteur tertiaire[2] ;
- l’étude Environment Health Perspectives (EHP) de l’université Harvard, qui montre que quand le taux de CO2 augmente, les performances cognitives et la concentration des employés de bureau diminuent[3] ;
- l'étude des Italiens Fuoco et al. (2015) en milieu scolaire qui ont montré que la pollution intérieure dans des classes de primaire était liée à l’évolution de la pollution extérieure[4] ;
- l'étude de Mandin et al. (2017) sur le lien entre qualité de l'air dans les bureaux et performance au travail (Volet français du projet OFFICAIR) qui laisse penser qu'en période estivale, le taux de xylènes et d'ozone pourrait influencer le temps de réaction testé[5].

Le but de l'hygiène du travail par rapport à l'air est de pouvoir disposer de données expérimentales rencontrées sur les lieux de travail, de façon que les normes, les prescriptions réglementaires correspondantes soient aptes à protéger, selon les connaissances scientifiques du jour, la santé du travailleur.
Il est de plus en plus recommandé d'anticiper sur le changement climatique et de préparer de futurs lieux de travail moins sensibles au réchauffement, comme le recommande par exemple le conseil économique, social et environnemental régional (CESER) d'Île-de-France pour les futurs lycées de la région.
Un cas particulier est celui des bâtiments d'élevage où les animaux eux-mêmes peuvent souffrir d'une qualité de l'air dégradée (particules, ammoniac, etc.).

## Réglementation
La qualité de l'air est une notion complexe car multiparamétrique et variant selon le type d'environnement de travail (industrie, tertiaire, agricole, BTP, etc.). 
En fonction des substances possiblement présentes dans l'atmosphère du lieu de travail, on s'efforce peu à peu d'en prévoir les effets ; pour limiter, avec des marges de sécurité, les risques, en proposant des valeurs de concentration inférieures à des valeurs maximales déterminées.
On introduit donc, pour diverses substances réglementées, des VLE (Valeurs Limites d'Exposition) :
- VLEP 8h, Valeurs Limites d'Exposition Professionnelle, pour des durées de l'ordre d'une journée de travail (base huit heures) ;
- VLCT, Valeurs Limites de Courte Durée, pour des durées d'exposition courtes (inférieures à quinze minutes).

Les réglementations sont complexes et variables selon les pays. Elles concernent des substances aussi variées que des biocontaminants (bactéries, virus, champignons, légionelles, etc.), et des polluants chimiques organiques ou inorganiques ; par exemple des solvants, des hydrocarbures, des aérosols, des brouillards (peintures), des métaux lourds, des fibres (bois, amiante, etc.), de la silice, des gaz divers (CO, CO2, NO, NO2, formaldéhyde).

### Bases de données
- Base de données (Open data) pour les rejets de polluants dans l'air par les principaux émetteurs industriels (installations classées pour la protection de l'environnement), par région, de 1989 à 2009 : quantités annuelles émises, nombre d'établissements concernés et seuil de collecte des données pour : ammoniac, cadmium, monoxyde de carbone (CO), etc. (fichier CSV)
- Mosqueron L et Nedellec V (2001), Inventaire des données françaises sur la qualité de l'air à l'intérieur des bâtiments, Observatoire de la qualité de l’air intérieur.

#### Sur le site duministère de l'Écologie (France)
- Lutte contre la pollution atmosphérique : Le Conseil national de l'Air annonce les progrès majeurs du plan particules
- Présentation du plan particules, 6 p.
- Air et pollution atmosphérique

#### Autres
- Pollution de l'air et santé
- Pollution atmosphérique